# Miles Peña
Miles Peña (* 22. Juni in Havanna/Kuba), eigentlich José Antonio Peña, ist ein kubanischer Salsamusiker.

## Werdegang
Miles Peña war ein Kinderschauspieler, der mit acht Jahren im Film Los Arifices auftrat. Miles Peña studierte an der Rodán Music Academy und wanderte dann in die Dominikanische Republik aus. 1993 unterschrieb er bei RMM Records einen Plattenvertrag und hatte mit Titeln „Corazon Partido“, „Me Pasa Igual a Mi“ und „Solito, Solo“ hohe Platzierungen in den Billboard Latin Charts.

## Diskografie
- De Que Me Vale (1993)
- Un Miles Peña (1996)
- Torbellino de Amor (1996)
- Mis Ideas (1998)
- Lejos de Ti (2000)
- Que Seas Muy Feliz (2003)